# 뉴욕의 교통

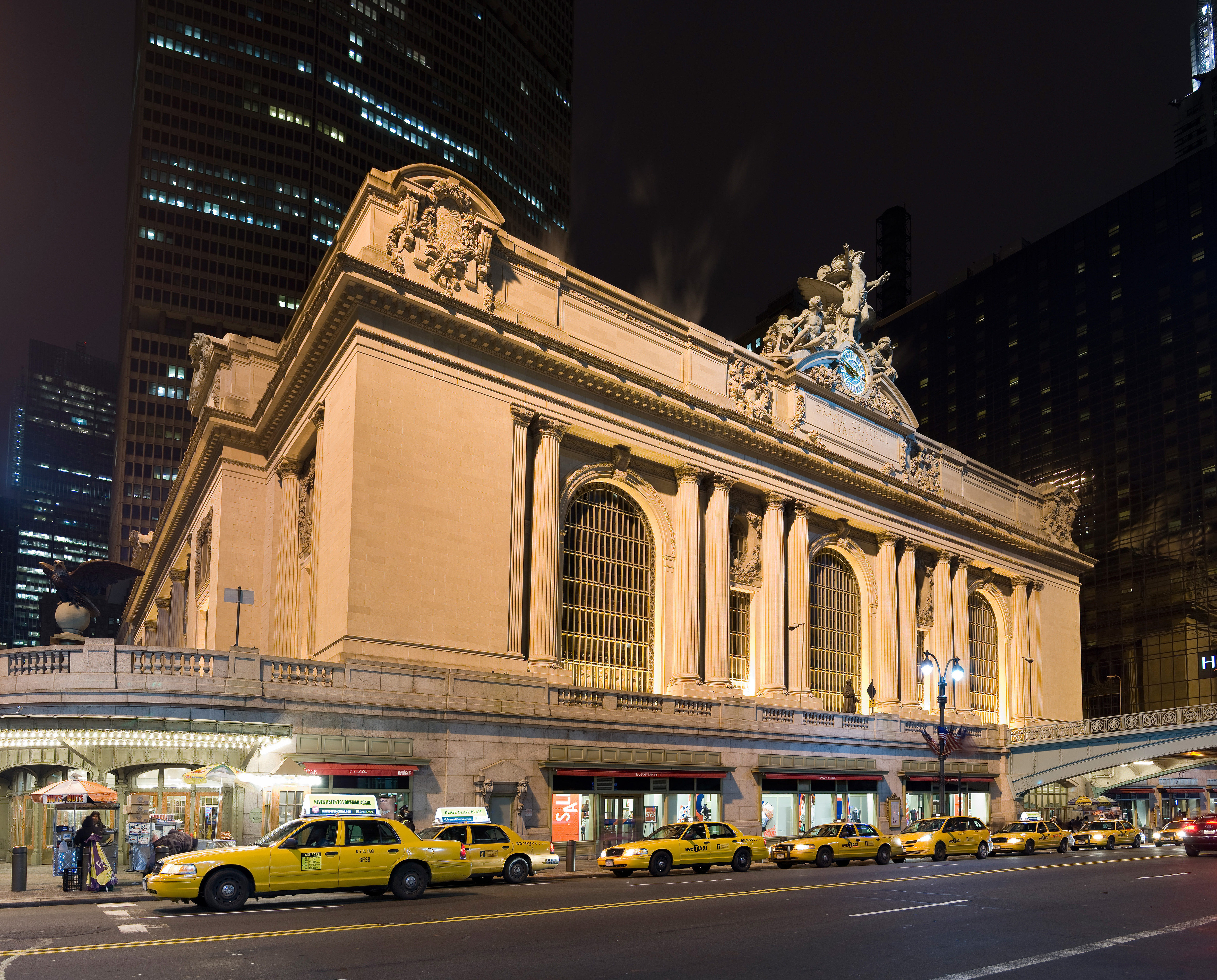
그랜드 센트럴 역

뉴욕의 교통의 특징은 대중 교통이 잘 발달되어 있다는 것이다. 2005년 기준으로 시민의 54.6%가 대중 교통을 이용해 통근, 통학하고 있다. 미국의 모든 대중교통 이용자의 약 3분의 1, 철도 사용자의 약 3분의 2가 뉴욕과 그 근교에 살고 있다. 이는 다른 지역에서 약 90%가 출퇴근 차량을 이용하고 있는 것과는 대조적이다. 미국 인구조사국에 따르면, 뉴욕 시민이 출퇴근에 걸쳐있는 시간은 하루 평균 34.6분이며, 대도시 중에서는 최장이다. 또한, 뉴욕은 인구 밀도는 높지만 자동차 이용률이 낮고 대중 교통 이용률이 높기 때문에, 미국에서 가장 에너지 효율이 높은 도시 중 하나이다.

## 철도
뉴욕에는 암트랙이 다니고 있으며, 펜실베이니아 역을 출발한다. 암트랙 북동쪽 회랑을 통해, 보스턴, 필라델피아, 워싱턴 D.C. 등과 연결되어 있으며, 시카고, 뉴올리언스, 마이애미, 토론토, 몬트리올 등도 장거리 철도로 연결되어 있다.

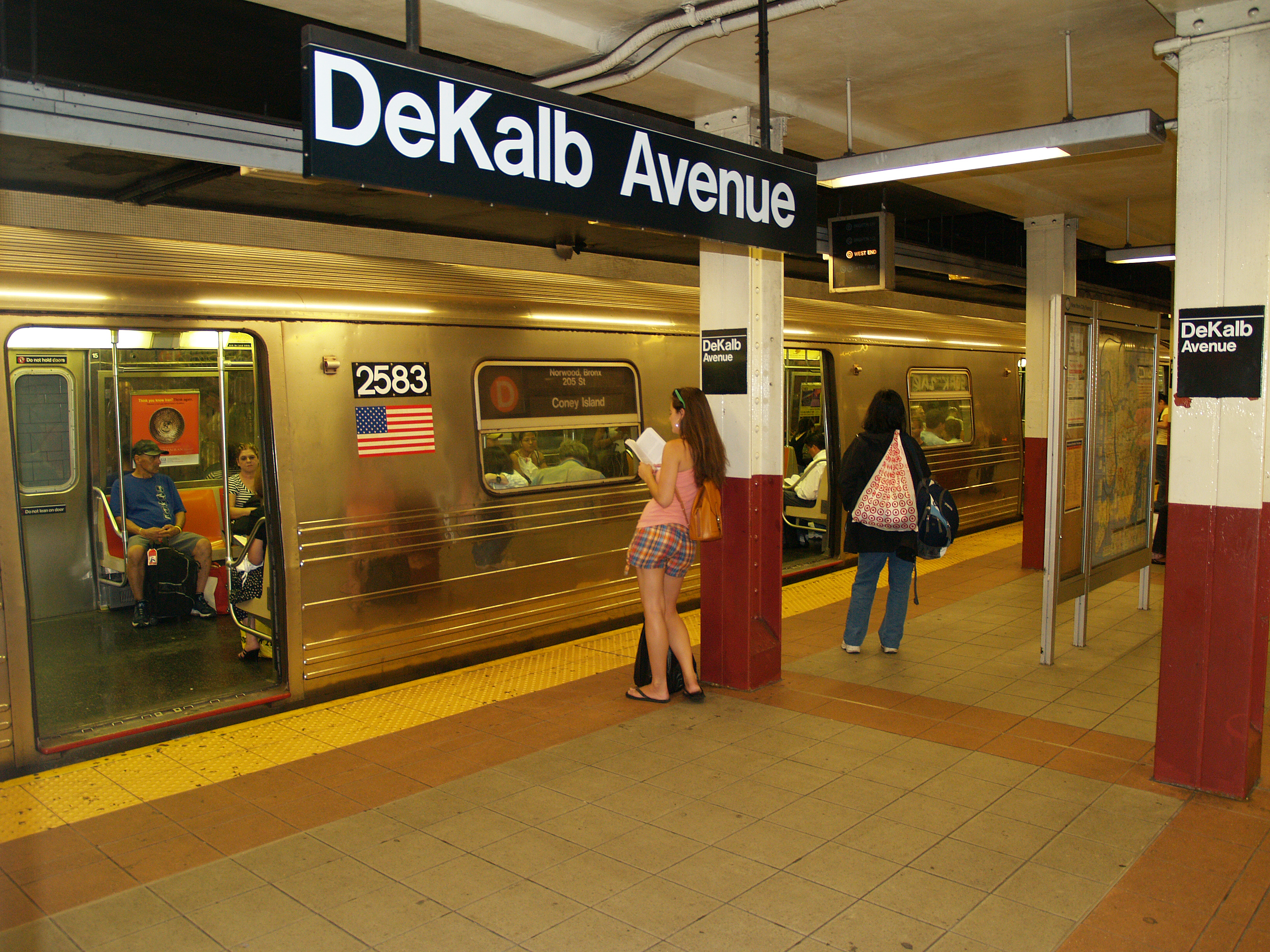
뉴욕 지하철은 역의 수 및 영업 거리에서 세계 최대의 지하철망이다.

뉴욕 지하철은 영업역 수가 468개이며, 그 수로는 세계 최대의 지하철망이다. 2006년의 승객수는 총 15억명이며, 연간 승객수로 세계 3위이다. 런던 지하철, 파리 메트로, 몬트리올 지하철, 워싱턴 메트로, 마드리드 지하철, 도쿄 지하철 등 대부분의 도시에서 야간에 폐쇄되는 반면, 거의 전 노선에서 하루 24시간 영업하고 있는 것도 큰 특징이다.
뉴저지주, 코네티컷주, 뉴욕은 철도에 의해 연결되어있어, 롱 아일랜드 철도, 메트로 노스 철도, 뉴저지 트랜짓이 달리고있다. 이 철도는 그랜드 센트럴 역과 펜실베이니아 역에 집중되고 있으며, 250개 이상의 역과 20개 이상의 노선이 있다. 그 외, 스태튼아일랜드를 달리는 스태튼아일랜드 철도, 뉴욕 지하철과 뉴저지 북서부를 연결하는 경로 트레인이있다.

## 버스
메트로폴리탄 트랜스포테이션 오서리티 (MTA)의 버스는 다섯 개의 행정구를 모두 달리고 있다. 버스 정류장의 수는 1만 2,507개가 있다. 2008년 1년간 총 7억 4,700만명이 이용하고 있다. 포트 오서리티 버스 터미널에는 하루에 7000개의 버스가 발착하고 1일 20만명의 통근객이 이용하고 있다.

## 항공

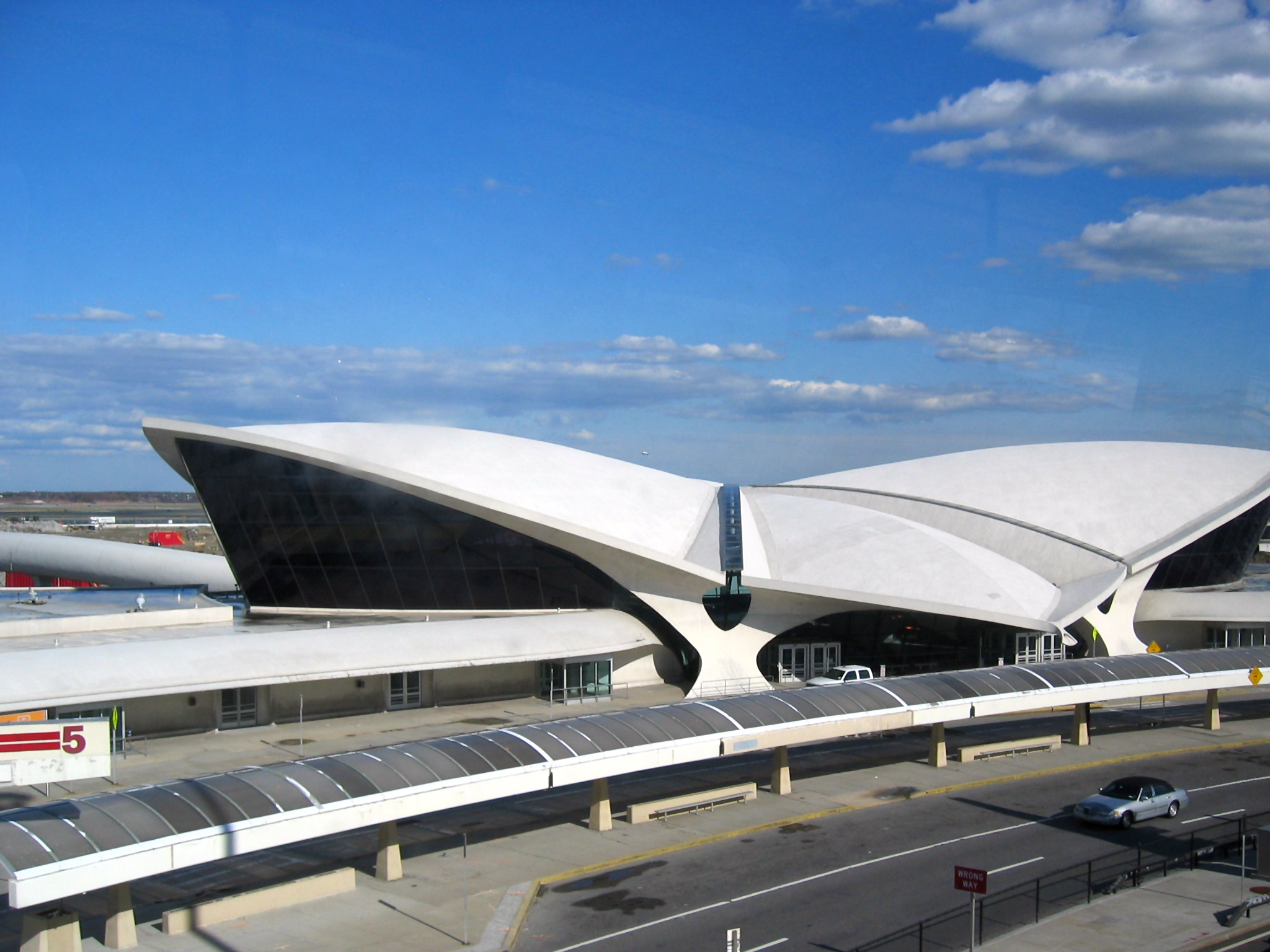
존 F. 케네디 국제공항의 TWA 비행 센터 빌딩

뉴욕은 국제 여객에게 있어서 미국 최대의 관문이다. 뉴욕 도시권에는 퀸스 지역에 존 F. 케네디 국제공항, 라가디아 공항, 뉴저지에 뉴어크 리버티 국제공항 3개가 있다. 특히 존 F. 케네디 공항은 전 세계의 편리한 장소로 거점이 되고있다. 또한 네 번째 공항으로 뉴욕 뉴버그 근교의 스튜어트 국제공항이 위 3개의 공항을 관리하는 뉴욕 뉴저지 항만 공사에 흡수하여, 증가하는 여객에 대응하기 위한 완화 공항으로 확장 및 정비될 계획이 있다.

## 기타
뉴욕은 대중 교통 이용자도 많지만, 자전거 이용자도 많다. 하루에 자전거를 타는 사람은 12만명이다. 도보 통근자도 많으며, 미국의 주요 도시 중 가장 에너지 효율이 높은 도시이다. 시내 이동 방법에서 도보와 자전거는 21%를 차지해 미국 대도시의 비율 8%와 비교하면 상당히 높다.
대중 교통 네트워크를 보완하기 위해, 뉴욕에는 고속도로, 공원 도로 (파크웨이)가 펼쳐져 있고, 뉴저지 북부, 웨스트체스터 군, 롱아일랜드, 코네티컷주 남서부와 도시로 이어지고 있다. 이 도로는 교외에서 통근 도로로 수백만명이 이용하고 있으며, 특히 출퇴근 시간에는 매일 같이 교통 체증이 일어나기도 한다. 조지 워싱턴 다리는 세계에서 자동차의 통행에서 가장 혼잡한 다리의 하나이다.

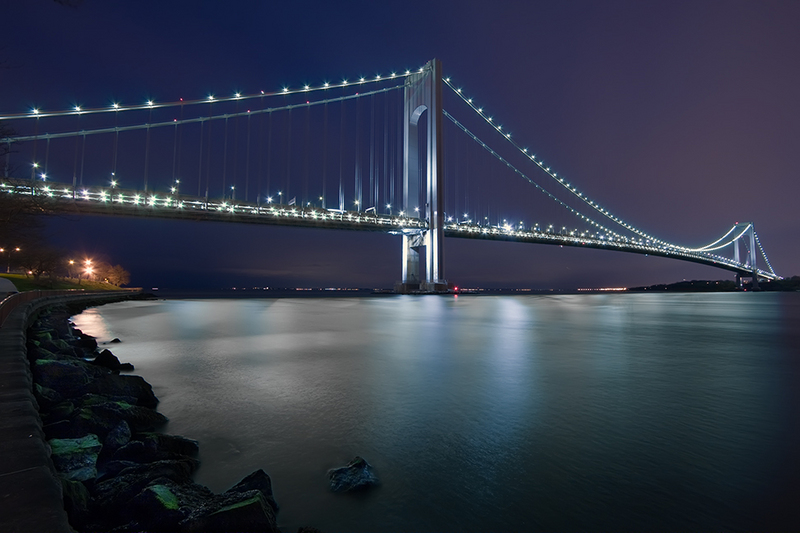
베라자노 내로스 교는 세계에서 가장 긴 중 현수교 중 하나이다.

1811년 위원회 계획에 의한 도로의 바둑판화는 뉴욕의 거리 발전에 큰 영향을 주었다. 다수의 스트리트와 애비뉴 중에서도, 브로드웨이, 월 스트리트, 매디슨 애비뉴는 미국에서 각각 극장, 금융, 광고 산업을 가리키는 말로서도 사용되고 있다.
이 외에도, 뉴욕에는 북아메리카 최대의 브루클린과 스태튼아일랜드를 연결하는 현수교 베라자노 내로스 교, 세계 최초의 기계 환기에 의한 운송 터널인 홀랜드 터널, 북아메리카 유일의 공중 통근 케이블카인 루스벨트섬과 맨해튼을 연결하는 루스벨트 아일랜드 트램웨이, 1만 2000대 이상의 옐로 캡이라 불리는 택시가 있다. 또한, 맨해튼과 도시의 내외 곳곳을 연결하는 페리도 많은데, 스태튼아일랜드 페리가 대표적이다. 스태튼아일랜드 페리는 스태튼아일랜드와 로어 맨해튼 사이의 거리 8.4km를 연결하는 페리이며, 연간 1,900만명 이상의 승객을 수송한다.

## 같이 보기
- 뉴욕 교통국